# Ronald Reagan
Ronald Wilson Reagan (født 6. februar 1911 død 5. juni 2004) var en amerikansk skuespiller, republikaner, statsmand, tidligere guvernør i Californien og USA's 40. præsident igennem to valgperioder fra 1981 til 1989. 

## Præsidentperiode
Inden han blev præsident, nåede Reagan at blive valgt til guvernør i Californien. Han vandt valget med over en million flere stemmer end sin modstander. Han tiltrådte guvernør-embedet den 2. januar 1967. En post han genvalgtes til i 1971 og holdt indtil 1975.
Han forsøgte at blive republikanernes præsidentkandidat i såvel 1968 som 1976, og dermed var tredje gang lykkens gang, da det lykkedes i 1980, og 5. november 1980 vandt han også præsidentvalget over den siddende præsident Jimmy Carter. Da han skulle genvælges i 1984, slog han demokraten Walter Mondale ved at hente 59% af de afgivne stemmer. Reagan vandt dermed samtlige valgdistrikter (delstater) undtagen Minnesota og Washington D.C., dvs. også traditionelle demokratiske højborge som Massachusetts og Washington (delstaten). Den store gruppe af traditionelt demokratiske vælgere, der støttede Reagan har lagt navn til udtrykket "Reagan democrats", der fortsat betegner demokratiske vælgere, der støtter traditionelle, amerikanske værdier og er kritiske over for de mere venstreorienterede dele af Det Demokratiske Parti.
Da Ronald Reagan blev indsat som præsident den 20. januar 1981, var han 69 år og 349 dage gammel, og dermed på det tidspunkt den ældste som nogensinde var blevet valgt til præsident i USA. Denne rekord er sidenhen overgået af Donald J. Trump, der i 2016 vandt præsidentvalget som 70-årig og Joe Biden,  der var 78 år, da han blev valgt som USA’s 46. præsident den 3. november 2020. 

### Reagans syn på Sovjetunionen
I 1980 blev Ronald Reagan valgt til præsident i USA. I valgkampen var hans modkandidat Jimmy Carter, som havde været præsident de sidste 4 år. Ronald Reagan var modstander af Carters politik. Reagan mente nemlig, at USA og Sovjetunionens tidligere aftaler om nedrustning havde givet Sovjetunionen store fordele, og at USA's militær var blevet for svagt. Reagan kritiserede især SALT II aftalen, som Jimmy Carter havde indgået, fordi denne aftale satte en grænse for hvor mange nye atomvåben landene måtte opstille i stedet for rent faktisk at fjerne nogle. Han mente også at USA sakkede bag ud i våbenkapløbet. Reagan vidste, at Sovjetunionen gik meget op i, at de aftalte nedskæringer i arsenalerne skulle være lige store. Derfor var Reagans holdning, at USA og Sovjetunionen kun ville være i stand til at lave rimelige aftaler om afspænding, hvis også USA havde meget at give af. Ronald Reagan ville derfor give flere penge til det amerikanske militær.
Ronald Reagan øgede militærets budget fra 171 milliarder dollars pr. år til 376 milliarder pr. år. Militærets øgede budget blev bl.a. brugt på at bygge nye bombefly, nye raketter og nye undervandsbåde. Fra 1986-1987 steg antallet af atomsprænghoveder fra omkring 9500 til 14000.
Reagan var tilhænger af det amerikanske frihedsideal, om at staten ikke skal blande sig i folks liv. Hans idealer var altså stikmodsat socialismen i Sovjetunionen. Reagan havde derfor lovet det amerikanske folk skattelettelser. Reagans teori var, at en sænkning af skatterne ville øge produktionen, hvilket ville give staten flere penge til at finansiere militæret.
Reagan mente, at man ikke kunne skille de problemer, der var mellem USA og Sovjet ad. Han ville ikke lave topmøder, hvor der kun blev diskuteret afspænding, men ikke menneskerettigheder eller Sovjetunionens krige i den tredje verden. Det stod i stor kontrast til den tidligere afspændningspolitik, hvor der var indgået aftaler, på trods af andre store problemer.
Ronald Reagans store modstand mod Sovjetunionen kom blandt andet til udtryk i nogle af hans taler. Den mest kendte tale hvor han kritiserer Sovjetunionen er Evil Empire-talen. I talen forklarer Reagan, hvordan Sovjetunionens politikeres mål er at sprede deres magt så meget som muligt. Reagan mener, at kommunismen er et forfejlet eksperiment, som snart vil bryde sammen. Reagan sagde: 
”I urge you to beware the temptation of pride — the temptation of blithely declaring yourselves above it all and label both sides equally at fault, to ignore the facts of history and the aggressive impulses of an evil empire, to simply call the arms race a giant misunderstanding and thereby remove yourself from the struggle between right and wrong and good and evil.”
Reagan mente altså, at Sovjetunionen var skyld i våbenkapløbet, og at kapløbet var en kamp mellem det gode, dvs. USA og det onde, Sovjetunionen.
Reagan fik tilnavnet "Teflonpræsidenten", fordi kritik syntes at prelle af på ham, ikke mindst i kraft af hans kvikke replikker og hans humoristiske sans.

### Attentatet i 1981
Den 30. marts 1981 blev Ronald Reagan udsat for et attentat. Reagan var ved at forlade Washington Hilton Hotel, og imens han vinkede og gik imod sin limousine, blev han beskudt og ramt, men det lykkedes Secret Service-agenter at få ham ind i bilen og kørt på hospitalet. Attentatmanden var John Hinckley. "Honey, I forgot to duck" ("Skat, jeg glemte at dukke mig") sagde Ronald Reagan senere til sin kone Nancy. Reagans lunge blev ramt af en rikochetterende kugle og han havde voldsomme indre blødninger.

### SDI
Under den kolde krig var MAD-doktrinen forsikringen mod atomkrig mellem Sovjetunionen og USA. MAD står for Mutual assured destruction, og doktrinen går ud på, at begge lande kan være sikre på, at hvis de affyrer atomvåben mod det andet land, vil det skyde tilbage, og så vil begge lande være i ruiner. Ronald Reagan var ikke glad for denne løsning, fordi han ikke kunne lide ideen og tanken om, at USA ikke havde nogen mulighed for at forsvare sig mod et atomangreb, men kun kunne gengælde det. Reagan var overbevist om, at det ikke var muligt at vinde en atomkrig. Derfor gav Reagan videnskabsmænd og militærfolk støtte til et projekt kaldet SDI, Strategic Defence Initiative. Ideen med SDI var at lave et missilskjold rundt om USA, som skulle beskytte mod atommissiler. Hvis Sovjetunionen skød et atommissil af mod USA, var det meningen at SDI skulle registrere det og sende et missil af sted, som ville destruere det fjendtlige atommissil, inden det ramte Amerika. Den 23. marts 1983 holdt Ronald Reagan en tale for det Amerikanske folk, hvor han forklarede SDI for befolkningen. 

### Reagandoktrinen
Ronald Reagan var stor modstander af kommunismen, og han ville derfor ikke have, at den skulle sprede sig i verden. USA havde tidligere prøvet at hjælpe lande der var truet af en kommunistisk revolution eller invasion fra Sovjetunionen ved at sende amerikanske tropper af sted. I Vietnamkrigen gik det helt galt. Reagans politik var i stedet at støtte antikommunistiske organisationer i de pågældende lande med våben og penge. Målet var at støtte grupper, som ville indføre demokrati og frihed, men USA endte med også at støtte så kaldte venligtsindede diktatorer, der ikke var interesserede i demokrati. Det var altså vigtigere, at grupperne var modstandere af kommunismen, end at de var tilhængere af demokrati, meget lig udtrykket din fjendes fjende er din ven.
På trods af politikken om at støtte lokale grupper blev der dog under Reagans styre også indledt en amerikansk invasion af øen Grenada, som havde fået et socialistisk styre.

### Iran-Contra-skandalen
Midt i 80'erne solgte USA i al hemmelighed våben til Iran, angiveligt for at få frigivet amerikanske gidsler i Libanon (Arms for Hostages). Skandalen foregik under Reagans anden præsidentperiode og blev afsløret i oktober og november i 1986.
I Amerikas kongres blev det vedtaget, at USA ikke skulle støtte contraen i Nicaragua. Contraen var en terroriststyrke, som bekæmpede det socialistiske styre i landet. Midt i 80'erne solgte Reaganadministrationen i hemmelighed våben til Iran, angiveligt for at få frigivet amerikanske gidsler i Libanon. Pengene, som de fik for salget af våbnene, blev sendt til contraerne. Da det kom frem i pressen, blev det en stor skandale, fordi Reaganadministrationen ikke havde overholdt kongressens vedtagelse og samtidig havde støttet Iran, som var en af landets fjender.

### Reagans nye udenrigspolitik
Efter Reagans introduktion af SDI så det ud til, at forholdet mellem USA og Sovjetunionen ikke kunne blive dårligere. Det skulle vise sig at ændre sig. Den 16. januar 1984 holdt Ronald Reagan en tale, hvor han fortalte, at han havde nået de mål med oprustningen han ville. Han mente, at USA nu var i en position, hvor de kunne forhandle om fred og nedrustning med Sovjetunionen.
I Sovjetunionen skete samtidig en lignende opblødning, da Mikhail Gorbatjov i 1985 blev valgt som generalsekretær i Sovjetunionen. Gorbatjov var også meget interesseret i en nedrustning. De to ledere kom dog ikke til enighed lige med det samme. I november 1985 holdt Reagan og Gorbatjov et topmøde i Geneve, hvor de diskuterede nedrustning. På trods af at de begge var interesseret i en nedrustning, kom der ikke noget ud af topmødet. Det var især SDI, som Gorbatjov var stor modstander af, som afholdt dem fra at blive enige. Gorbatjov og Reagan holdt endnu et topmøde denne gang i Reykjavik, men resultatet blev det samme.
Gorbatjov var modstander af SDI, selvom Reagan lovede, at det kun var et forsvarssystem. Han var modstander fordi projektet, hvis det blev realiseret, ville betyde, at USA ville kunne sende et atommissil mod Sovjetunionen, uden at Sovjetunionen ville kunne sende et missil tilbage. Reagans modargument var, at USA aldrig ville affyre et missil som angreb, og at USA gerne ville dele teknologien til et missilskjold med Sovjetunionen. På trods af uenighederne betød de to møder dog, at USA og Sovjetunionen havde indgået i en dialog.
Ved det næste topmøde, som blev holdt i Washington, blev parterne enige. Reagan og Gorbatjov underskrev INF-traktaten (Intermediate-Range Nuclear Forces Treaty). Traktaten gik ud på, at de to nationer skulle skrotte alle deres landbaserede kort- og mellemdistanceraketter. 
I 1988 ved topmødet i Moskva, sagde Ronald Reagan om sin udtalelse om at Sovjetunionen var ”an Evil Empire”, at ”Det var en anden tid, en anden æra.” 
Da Reagan i 1989 afsluttede sin karriere, så verdensbilledet meget anderledes ud, end da han var trådt til. USA og Sovjetunionens forhold var blevet stærkt forbedret. I 1989 besluttede Sovjetunionen sig for at trække sig ud af Afghanistan, i Berlin fik indbyggerne lov til at krydse Berlinmuren og landene Polen, Tjekkoslovakiet, Ungarn, Bulgarien og Rumænien forlod Warszawa-pagten. Gorbatjov og George Bush, Amerikas nye præsident, indgik en ny aftale om nedrustning kaldet START 1-aftalen. I 1990 blev Vesttyskland og Østtyskland forenet og i Sovjetunionen mistede kommunistpartiet sit monopol på magten. I 1991 forsøgte nogle af de kommunister, der ikke var glade for de ændringer, Gorbatjov havde gennemført, at lave et statskup. Kuppet blev ikke en succes, men Sovjetunionen blev i stedet opløst. Boris Jeltsin blev præsident i den nyoprettede Russiske Føderation.
Nogle tidligere KGB-generaler har givet udtryk for, at det var Reagans politik og især SDI ("Stjernekrigsprojektet"), der fik Sovjetunionen til at krakelere i et forsøg på at følge med den omfattende militære og økonomiske udvikling i USA [kilde mangler]. 
Også den tidligere sovjetiske udenrigsminister Alexander Bessmertnykh har sagt, at missilskjoldet var en af de faktorer, der fik politikerne i Moskva til at opgive at nå Amerikas militære niveau.
Andre forskere afviser dog disse teorier.[kilde mangler]
Spørgsmålet er hvem der i virkeligheden styrede det amerikanske præsidentembede under Ronald Reagans 2. valgperiode. Ifølge Ronald Reagans søn
Ron Reagan viste hans far allerede tegn på Alzheimer kun 3 år efter sin tiltræden som USA's præsident.
I gennem Reagans tid som præsident voksede den amerikanske statsgæld til over 4.000 mia. dollars.
Reagans politik vakte stærke negative følelser blandt venstreorienterede i Europa, også i Danmark, hvor han hånligt blev kaldt "afdanket b-skuespiller" og "skydegal cowboy". Hans præsidentperiode faldt sammen med den danske fodnotepolitik, og han blev derfor naturligt omdrejningspunkt i retorikken hos politikere som Lasse Budtz, Kjeld Olesen, Gert Petersen, Svend Auken og Niels Helveg Petersen. 
Han var få dage fra at blive 78 år, da han forlod embedet.

## Opvækst
Reagan var søn af en arbejdsløs, fordrukken skomager, og han fik derfor kun en middelmådig uddannelse på det lille Eureka University. Han blev derefter sportsjournalist på en radiostation og senere skuespiller.
Som skuespiller medvirkede Reagan i 53 film i sine 17 år i Hollywood, hvoraf flere var krigsfilm. Ronald Reagan opnåede ikke den store succes som skuespiller og kaldte sig selv for B-films-skuespiller. Han blev formand for skuespillernes fagforening. Skuespillerkarrieren ebbede ud i midten af 1960'erne, og han blev tv-journalist. Han nød godt af sine erfaringer i mediebranchen, da han gik over til at være politiker. Ingen i verden var efter sigende bedre end Reagan til at levere en tale, når bare manuskriptet var i orden.
Reagan var far til fem børn. To fik han med filmstjernen Jane Wyman som han giftede sig med i 1940. To fik han med Nancy Reagan, som også var tidligere filmskuespiller. Det sidste barn adopterede han.

## Død
Reagan døde i sit hus i Bel Air, Los Angeles i Californien, men hans hjerte bankede for hans ranch Rancho del Cielo. I de sidste 10 år af sit liv led Reagan af Alzheimers sygdom. Han døde i en alder af 93 år og 120 dage som den på daværende tidspunkt længstlevende præsident. Han er i dag nr. fire på listen over længstlevende amerikanske præsidenter efter Jimmy Carter (100 år og 90 dage), George H.W. Bush (94 år og 171 dage) og Gerald Ford (93 år og 165 dage). Han blev stedt til hvile ved Ronald Reagan Presidential Library, hvor Nancy Reagan fulgte ham da hun døde i 2016.